# Jordan Smith (cantante)
Jordan Mackenzie Smith (Harlan, 4 novembre 1993) è un cantautore statunitense.

## Biografia
Nato nella Contea di Whitley nel Kentucky, si è successivamente stabilito con la famiglia a Wallins Creek. Figlio di musicisti, Smith ha fatto parte del coro della chiesa sin dalla giovane età, nella congregazione della House of Mercy della città.
È salito alla ribalta nel 2015, quando ha preso parte alla nona edizione del talent show statunitense The Voice su NBC. La sua esibizione di Chandelier di Sia presentata all'audizione gli ha fruttato l'approvazione di tutti e quattro i giudici, ed è entrato nel team di Adam Levine. Ha raggiunto la finale del programma, dove ha proposto una cover di Mary, Did You Know? di Kenny Rogers e Wynonna Judd, venendo proclamato vincitore dal televoto.
Dopo l'esperienza del talent, Smith è stato nominato Kentucky Colonel dal Segretario di Stato, e viene nominato cittadino del Kentucky dell'anno dal quotidiano Kentucky Monthly. Nel gennaio 2016, viene nominato Gran Maresciallo in occasione del Kentucky Derby Festival Pegasus Parade. Lo stesso mese, ha eseguito l'inno nazionale insieme alla Boston Pops Orchestra all'NHL Winter Classic 2016 al Gillette Stadium di Foxborough.
Nel marzo 2016, dopo aver firmato un contratto discografico con la Republic Records, ha pubblicato il suo album di debutto Something Beautiful. Il disco ha raggiunto la seconda posizione della classifica Billboard e ha venduto oltre 70 000 a livello nazionale. Nel 2018 è co-autore del brano Ashes di Céline Dion, inserito nella colonna sonora del film Deadpool 2.
Nel 2022 Smith è stato confermato fra i 56 artisti partecipanti all'American Song Contest, in rappresentanza dello stato del Kentucky.

## Vita privata
Nel 2016 ha sposato la sua compagna di lunga data Kristen Denny.

## Discografia

### Album in studio
- 2016 – Something Beautiful
- 2016 –  'Tis the Season
- 2018 – Only Love
- 2021 – Be Still & Know

### Raccolte
- 2015 – The Voice: Jordan Smith - The Complete Season 9 Collection

### Singoli
- 2016 – Stand in the Light
- 2018 – Only Love
- 2018 – End in Love
- 2018 – All Is Well (feat. Michael W. Smith)
- 2020 – Angels We Have Heard (Glory Be)
- 2021 – Great You Are
- 2021 – Battles
- 2021 – So Many Reasons
- 2021 – Don't Quit
- 2021 – Be Still & Know
- 2021 – O Come (Let Us Adore)

#### Come featuring
- 2019 – I'm Somebody's Daughter (Cory Oliver feat. Jordan Smith, Priya e Lily Carson)
- 2021 – Thirteen Ways of Looking At a Blackbird (Carlos Taboada feat. Jordan Smith, Jason Olney, Megan Rohrer, Malhar Kute, Ryan McDonald e Hanna Rumora)